# جولي فوستر
جولي فوستر هي لاعبة اتحاد الرغبي كندية، ولدت في 12 يناير 1969.